# Laodice (filla d'Aqueu)
Laodice (grec antic: Λαοδίκη, Laodike) fou la dona d'Antíoc II Theós rei de Síria, i mare de Seleuc II Cal·línic. Era filla d'Aqueu i probablement germana d'Antioquis, la mare d'Àtal I de Pèrgam. Poliè la fa filla d'Antíoc I Soter però això sembla un error.
A la pau del 248 aC entre Antíoc i Ptolemeu II Filadelf es va establir el casament del rei sirià amb Berenice, germana del rei egipci, i com a conseqüència Laodice seria desterrada i la seva descendència declarada il·legítima. Antíoc va complir inicialment el tracte però a la mort de Ptolemeu va abandonar a Berenice i va tornar amb Laodice i va reconèixer als seus fills com legítims. Laodice, per por d'un segon canvi d'opinió, va enverinar al seu marit (246 aC) i va aconseguir que el seu fill Seleuc II fos proclamat rei. Els soldats que li eren lleials van matar Antioquia al fill infant de Berenice, per evitar reclamacions al tron. Tot seguit va fer executar a la seva rival Berenice, assassinada a la cova de Dafne on s'havia refugiat, però que abans de morir va poder demanar ajut al seu germà Ptolemeu III Evergetes d'Egipte, el que va originar la III Guerra Síria. La mort de Berenice fou mantinguda en secret. Ateneu explica que no foren les úniques víctimes de la seva venjança.
Les hostilitats amb Egipte es van iniciar el 245 aC quan el governador de Xipre, germà de Ptolemeu III, va desembarcar a Selèucia de Piera d'on van marxar contra Antioquia que van ocupar. La flota egípcia va ocupar Solunt, a Cilícia. Els soldats egipcis van entrar a Síria sense trobar gairebé resistència i van arribar fins al sud de les muntanyes del Taure, i a l'est fins al riu Eufrates. No se sap perquè a finals d'any Ptolemeu III va tornar a Egipte, però és possible que fos en conèixer que Berenice era ja morta; tot i així els egipcis van mantenir l'ocupació de Síria.
Mentrestant, Seleuc II es va assegurar la lleialtat de les ciutats gregues de l'Àsia Menor, especialment Esmirna, amb l'única excepció d'Efes, el governador de la qual es va declarar a favor de Ptolemeu. Seleuc va fer aliança amb el rei del Pont (la germana de Seleuc, que es deia Laodice com la mare, es va casar amb l'hereu del Pont, Mitridates). Seleuc II va ordenar la construcció d'una flota per reconquerir Síria, Efes i Solon. El 244 aC Seleuc II es va presentar a Síria on els governadors de les ciutats es van declarar a favor seu, i en va expulsar els egipcis en pocs mesos (entre la primavera i l'estiu); els egipcis però van conservar la Celesíria i Fenícia, així com la base de Selèucia de Piera, prop d'Antioquia (de la que era el port). El 243 aC Seleuc va concedir al seu germà Antíoc Hierax (Antíoc el voltor) el govern de les regions de l'Àsia Menor al nord del Taure. Antíoc es va comportar com a sobirà independent i va enfortir l'aliança amb el rei Ariobarzanes III del Pont, i va cercar també l'aliança dels gàlates.
La guerra es va acabar el 241 aC amb un tractat de pau pel qual Egipte va conservar Efes, Milet, Priene, Samos, Lebedos, el sud de Jònia, Cària, Lícia, Pamfília, Cilícia Occidental i Celesíria, així com els territoris que dominava a Tràcia (Abdera, Cípsela, Samotràcia, Sestos i els Quersonès Traci i Quersonès Tàuric.
Apià diu que Laodice va caure en mans dels egipcis i fou executada. Plutarc, en canvi, diu que va sobreviure a la guerra i va encoratjar al seu fill Antíoc Hièrax a la revolta contra Seleuc que el 236 aC va degenerar en l'anomenada guerra dels germans. Laodice va deixar, a més dels dos fills esmentats, dues filles una de les quals, també anomenada Laodice, es va casar amb Mitridates que després fou el rei Mitridates II del Pont, i l'altra Estratònice es va casar amb Ariarates III de Capadòcia.